# Lago Bullow
El lago Bullow (en alemán: Bullowsee) es un lago situado en el distrito de Llanura Lacustre Mecklemburguesa, en el estado de Mecklemburgo-Pomerania Occidental (Alemania), a una altitud de 60.3 metros; tiene un área de 16 hectáreas.
El lago está dentro de los límites del Parque nacional Müritz.